# 里皮特·恩利尔
里皮特·恩利尔（约公元前1873年—约公元前1869年前后在位）（英語：Lipit-Enlil）伊辛第一王朝国王之一。约活动于公元前19世纪前后的美索不达米亚的伊辛城邦，承袭布尔·辛之位。在位约四年，他短暂的统治结束了伊辛第一王朝的稳定状态，致使王道微缺。死后由伊拉·伊米提继任君位。